# Leila Negra
Leila Negra, (de son vrai nom Marie Nejar), née le 20 mars 1930 à Mülheim an der Ruhr et morte le 11 mai 2025 à Hambourg, est une chanteuse et actrice allemande.

## Biographie
Marie Nejar est la petite-fille d'une dame d'une famille bourgeoise de Hambourg qui, lorsqu'elle épousa un créole de la Martinique, fut rejetée par sa famille. Le couple n'a pas beaucoup de soutien et se déplace de temps en temps d'un endroit à l'autre, à la recherche d'un emploi. Leur fille Cécilie est née lorsque la famille nucléaire s’est installée à Riga, où le grand-père de Marie Nejar est abattu dans un bar.
La grand-mère veuve retourne à Hambourg. Sa fille adulte, Cécilie, la mère de Marie, travaille comme musicienne et va de bar en bar. Le père de Marie est capitaine sur un navire de Liverpool et vient du Ghana. Il revient très bientôt en Grande-Bretagne et ne verra sa fille que quelques fois plus tard. Sa mère tente de garder le secret de sa grossesse et donne naissance dans un orphelinat de Mülheim an der Ruhr. Trois ans plus tard, elle est amenée à Hambourg à la demande de sa grand-mère, qui a appris l'existence de la fille illégitime de Cécilie. À dix ans, Marie Nejar perd sa mère à la suite d'un avortement clandestin.
Marie Nejar grandit dans le quartier hambourgeois de Sankt Pauli quand les nazis arrivent au pouvoir. À cause de sa peau sombre, elle est ouvertement exposée à la persécution et à l'hostilité, mais les nazis se concentrent sur les Juifs et les opposants du régime, de sorte qu'elle est épargnée pour le moment. Cependant, en raison des lois de Nuremberg de 1935, elle ne peut pas terminer ses études et est contrainte au travail forcé dans une usine. Avec l'aide d'un professeur de classe libérale, d'un médecin juif et de l'humanité des officiers de police du Davidwache (en), elle peut survivre les premières années.
Le ministre de la Propagande, Joseph Goebbels, recherche des enfants noirs pour jouer dans des films de l'UFA, des « gens de la brousse ». Marie Nejar est contactée et bientôt invitée dans les studios de Potsdam-Babelsberg, où elle joue en 1942 dans une scène du film à grand budget Les Aventures fantastiques du baron Münchhausen, aux côtés de Hans Albers, une servante noire coiffée avec un grand éventail en palme. Quelques mois plus tard, elle joue aux côtés de Heinz Rühmann un autre petit rôle, la fille d'un chef de tribu, dans Quax in Afrika.
Après la Seconde Guerre mondiale, elle travaille dans un bar de Hambourg, l'Er & Sie-Bar. Après la mort de sa grand-mère en 1949, elle est vendeuse de cigarettes à Timmendorfer Strand quand on lui demande de tester un micro pour une soirée. Elle chante une chanson populaire de Horst Winter, ce qui convainc les musiciens de son talent. À Vienne, elle joue un rôle de figuration dans une revue, mais elle doit aussi chanter. Elle obtient un contrat avec une maison de disques.
Marie Nejar commence ainsi jusqu'au début des années 1950 une carrière d'enfant star qui a publié de nombreuses chansons schlager allemandes. En raison de son teint, on s'intéresse beaucoup à elle de la même manière que Joséphine Baker dans la Revue nègre ou, à la même époque en Allemagne, à Billy Mo et plus tard Roberto Blanco.
Marie Nejar a sa plus grande chanson à succès sous le nom de scène Leila Negra en 1952 avec Peter Alexander Die süßesten Früchte fressen nur die großen Tiere, produit par Alexander et son découvreur Gerhard Mendelson. Avec Peter Alexander et d'autres musiciens, elle fait une tournée dans les années 1950 à travers l'Allemagne avec un gros ours en peluche dans les bras, ce qui devient son signe distinctif. Dans une interview du 20 avril 1955, elle se décrit comme une « Hambourgeoise de bout en bout », même si elle a la nationalité française.
Après avoir participé à cinq films et enregistré une trentaine de chansons, Leila Negra met fin à sa carrière à la fin des années 1950. Elle commence une formation d'infirmière en 1957 et exerce ensuite cette profession à Hambourg jusqu'à sa retraite.

## Filmographie
- 1943 : Les Aventures fantastiques du baron Münchhausen (Münchhausen) de Josef von Báky
- 1944 : Quax in Afrika (de)
- 1952 : La Danse des étoiles (de)
- 1952 : Toxi (de)
- 1954 : Les Fruits les plus doux (de)
- 1954 : L'Ange silencieux (Der schweigende Engel) de Harald Reinl
- 1955 : Lass die Sonne wieder scheinen (de)